# Passiflora cinnabarina
Passiflora cinnabarina je biljka iz porodice Passifloraceae. 